# Brokkaktussläktet
Brokkaktussläktet (Thelocactus) är ett suckulent växtsläkte inom familjen kaktusväxter. 

## Beskrivning
Arter inom brokkaktussläktet är klotformade eller korta och cylindriska. De är ganska dvärgväxande, men det finns en eller två arter som, medan de bara är cirka 15 centimeter höga, kan vara 25 centimeter i diameter; exempelvis T. nidulans. En del arter är solitära och andra är något tuvbildande. Åsarna är mycket tydligt markerade och är ibland vridna i en spiral. De kan ha från 8 till 20 åsar som i regel är ganska låga och normalt indelade i upphöjda, kantiga eller sexsidiga vårtor. Ibland kan vårtorna vara svåra att urskilja. Areolerna sitter i en fåra strax ovanför den plats som taggarna växer, och det kan bli upp till tjugo radiära taggar. De är oftast nållika, sitter spridda och blir från 1,3 till 1,5 centimeter långa. Centraltaggarna är mestadels tjockare, är upp till sex stycken, står rakt ut från plantan och blir från 2,5 till 7,5 centimeter långa. Färgen hos samtliga taggar varierar från vitt eller grått, gyllengult till rödbrunt. Blommorna kommer i de nya areolerna längst uppe i toppen på plantan. Dessa är trattformade, har en diameter från 2,5 till 7,5 centimeter och dess färg varierar från vitt till gula nyanser, rosa och purpur. Frukterna är små, klotformade och torra.

## Referenser

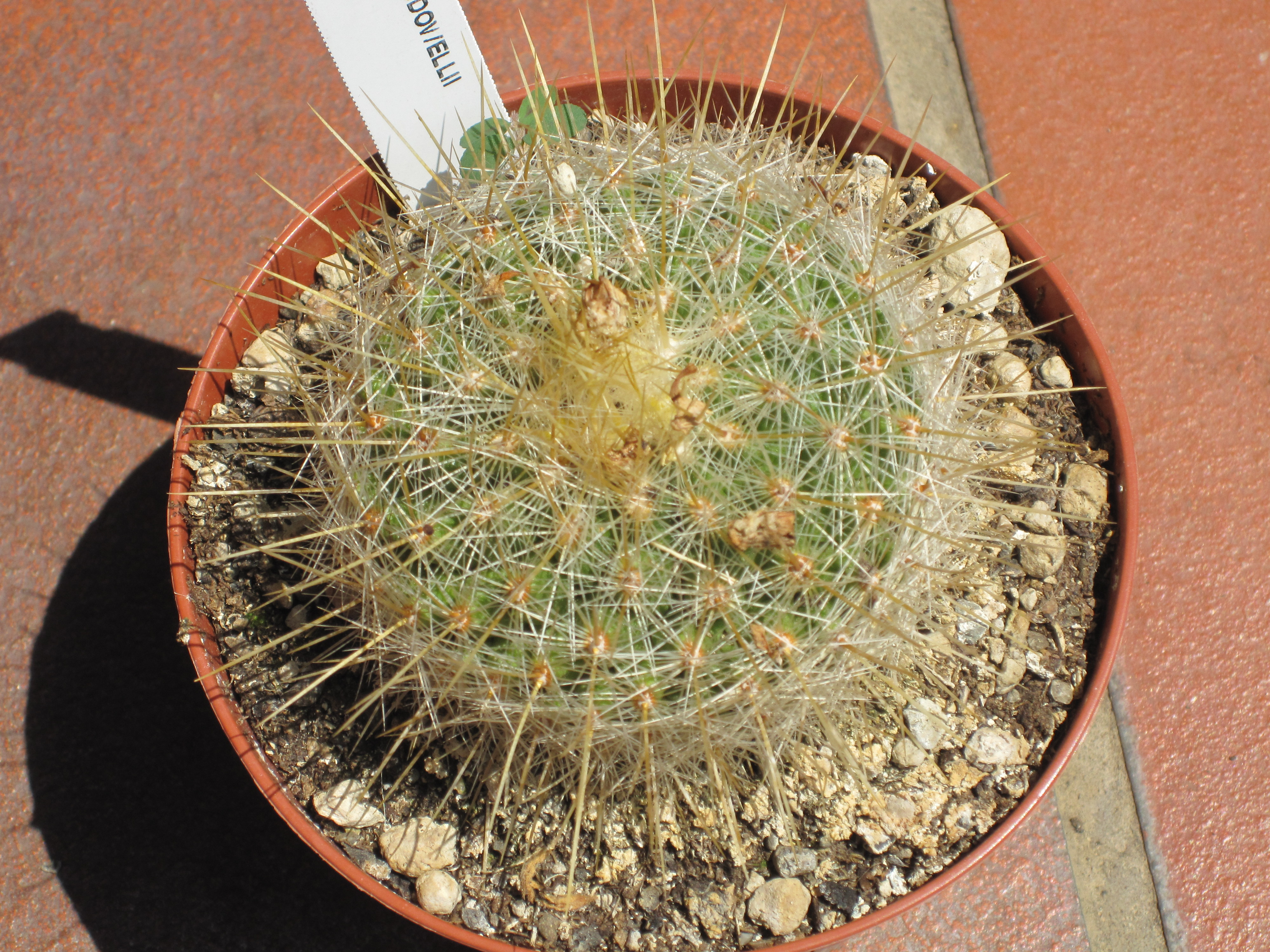
Thelocactus macdowellii
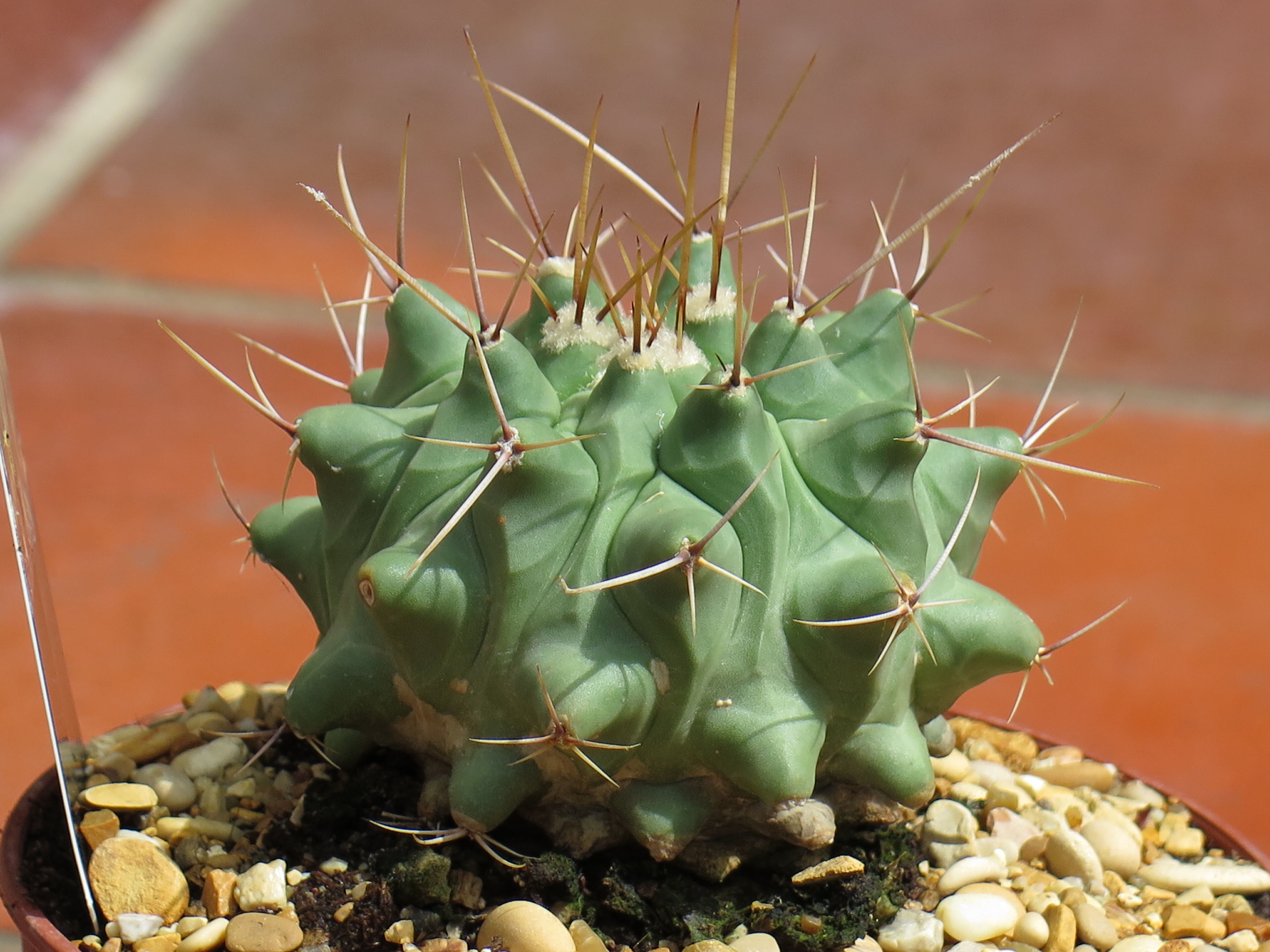
Thelocactus rinconensis

## Förekomst
Brokkaktussläktet växer naturligt i centrala och norra Mexiko, men också på andra sidan Rio Grande i södra Texas. Växtplatserna kan skilja sig mycket mellan de olika arterna, bergiga steniga ställen såväl som gräsklädda områden med sandig lerjord. 

## Odling
Arter inom brokkaktussläktet är i allmänhet lätta att odla, även om många arter inte blommar förrän efter att de är fem år gamla. Jorden bör bestå av lika delar sand och humus. De vattnas normalt från vår till höst. De arter som har tätsittande taggar och de med klargrön färg kan stå i direkt solljus så fort de har passerat fröplantstadiet. På vintern klarar de flesta arter en minimitemperatur på 8 grader, ibland även lägre, men då måste de hållas helt torra. Frön från dessa växter är mycket stora för att vara kaktusar, och det är lätt att få dem att gro.[källa behövs]